# Пазиков, Хабир Мухарамович
Хабир Мухарамович Пазиков (тат. Хәбир Мөхәррәм улы Пазиков; 15 октября 1896, п. Качканарских приисков, Пермская губерния, Российская империя — 21 апреля 1975, Москва, СССР) — советский государственный и партийный деятель. Первый секретарь Южно-Казахстанского обкома КП(б) Казахстана (1944—1947).

## Биография
Родился 15 октября 1896 в посёлке Качканарских приисков Пермской губернии Российской империи. Член РКП(б) с 1924. 

### Образование
Учился в Коммунистическом университете трудящихся Востока имени И. В. Сталина (1928—1930), Институте красной профессуры (1935—1937), слушатель Курсов первых секретарей обкомов и председателей облисполкомов при ЦК ВКП(б) / КПСС (1952—1953).

### Трудовая деятельность
В 1910—1926 гг. работал на шахтах и месторождениях по добыче полезных ископаемых на Урале, в Сибири, в Казахстане. В 1930—1935 гг. — при рабочей группе ЦК ВКП(б) в Башкортостане, Узбекистане и Киргизии .
В 1937—1938 гг. — ответственный организатор при ВКП(б)К.
В 1938—1942 годах — первый секретарь Западно-Казахстанского областного комитета партии, в 1942—1944 гг. — первый секретарь Карагандинского областного комитета партии, в 1944—1948 гг. — второй секретарь Татарского областного комитета партии.
В 1948 г. переведен на должность первого секретаря Восточно-Казахстанского областного комитета партии.
Получил выговор за нерешительность в ходе чеченского погрома в Восточном Казахстане в 1951 году.
С 1953 до выхода на пенсию в 1962 г. — заведующий Отделом персональных пенсий Управления делами СМ РСФСР.
Депутат Верховного Совета СССР I—III созывов.

## Семья
Жена — Пазикова Маймуна Ассадуловна — домашняя хозяйка, ранее работала учительницей. 
Дети: 
- сын — Пазиков Олег Хабирович — советский общественный деятель, основатель чернобыльского движения.
- дочь — Пазикова Наиля Хабировна — после окончания филологического факультета МГУ восточного отделения — турецкий язык, работала в Радиокомитете СССР.